# 孙利强
孙利强（1947年—），山东烟台人，汉族，中华人民共和国政治人物、第十一届全国人民代表大会山东地区代表。
毕业于山东省烟台广播电视大学工业企业管理专业，是中共党员。担任张裕葡萄酿酒股份有限公司董事长。2008年起担任全国人大代表。